# Політична мова
Політи́чна мо́ва — сукупність вербальних структур, які використовуються у сфері політики і здійснюють вплив на політичну свідомість індивідів та їх участь у перебігу політичних процесів. За визначенням Л. П. Нагорної, політична мова — це сукупність дискурсивних практик, що формують сферу політичної комунікації . Російський дослідник А. Чудінов визначає політичну мову як особливу підсистему національної мови, призначену для політичної комунікації, тобто для пропаганди тих чи інших ідей, емотивного впливу на громадян, вироблення суспільного консенсусу. Політичну промову під час виборчої кампанії прийнято позначати спеціальним терміном "агітаційна промова".

## Характерні особливості політичної мови
До політичної мови можна віднести, перш за все, мову публічних виступів політичних діячів. Особливим видом політичної мови є парламентська мова або так звана «мова парламентських дебатів». Сюди входить і мова політичної пропаганди та політичної реклами як в усній, так і в письмовій формі. Специфічним видом політичної мови є мова різноманітних політичних документів (договорів, угод, законів). До проявів політичної мови також відноситься мова різноманітних передач на політичні теми, блоків політичних новин на радіо та телебаченні, рубрик, які відводяться політичним подіям у пресі, статей на політичні теми тощо Політична мова завжди включає не тільки повідомлення про політичну дійсність, а й її інтерпретацію та як явну, так і приховану оцінку, вона орієнтована на те, щоб викликати бажану для суб'єкта мовну чи поведінкову реакцію з боку об'єкта комунікації.
Термін «політична мова» не є сьогодні загальноприйнятим. Поряд існують такі визначення, як «мова політики», «політичний дискурс». Іноді їх уживають як синоніми, але, на думку А. Н. Баранова, ці поняття слід розрізняти. За ним, «політичний дискурс» — це сукупність усіх мовних актів, які використовуються в політичних дискусіях, а також правил публічної поведінки, які оформилися згідно з існуючими традиціями та отримали перевірку досвідом. Під мовою політики, за визначенням Л. А. Нагорної, зазвичай розуміють термінологію і риторику політичної діяльності. У ній розрізняють мову законодавства, мову управління, мову дипломатичного спілкування та переговорів, мову політичної пропаганди, мову політичного виховання. Політична мова у такому баченні — це не обов'язково прерогатива професійних політиків чи державних чиновників; це, по — перше, ресурс, відкритий для всіх членів мовного співтовариства, а по — друге, мова, що застосовується у маніпулятивних цілях. До сфери політичної мови відносять також увесь спектр проблем, пов'язаних із політичною коректністю і боротьбою за чистоту мови. Втім, визначається, що обидва поняття, «мова політики» та «політична мова», перебувають у відносинах перехрещування — мова політики так само є мовою маніпуляцій, як і
політична мова.

## Види та прояви
В суспільстві співіснують різні політичні мови. При цьому чим більш диференційовано суспільство в соціальному і політичному відношенні, чим гостріше соціально-політичні протиріччя, тим більше в ньому політичних мов і тим відчутніша різниця між останніми. І навпаки, в тоталітарному суспільстві держава прагне нав'язати своїм громадянам якусь єдину, надзвичайно ідеологізовану мову.
В залежності від форми функціонування і передачі інформації, політичну мову можна поділити на вербальну — мову слів та символічну — мову спеціальних знаків, умовних сигналів, емблем, ритуальних дій тощо. Політична мова поділяється також на спеціальну професійну мову політичних відомств (інструкцій, переговорів, розпоряджень, листування тощо) та загальнозрозумілу і доступнішу мову публічних політичних виступів (політичної інформації, доповідей, повідомлень, мітингів, парламентських дебатів тощо).
На думку науковців, до політичної мови можна віднести, перш за все, мову публічних виступів політичних діячів у різних її проявах: заяви, інтерв'ю, радіо- і телезвернення, прес-конференції, радіо- і теледебати, виступи в будь-якій аудиторії з будь-якої нагоди. Важливим видом політичної мови є мова функціонування політичних інститутів (мова урядових засідань, партійних з'їздів тощо). Особливо тут привертає увагу парламентська мова, головна складова якої — мова дебатів. До політичної мови належить і мова політичної пропаганди і політичної реклами як в усній, так і в письмовій формі (у першу чергу — мова листівок, плакатів, радіо- та відеороликів). Специфічним видом політичної мови є мова політичних документів (закони, договори, угоди, меморандуми, декларації, програми і статути політичних партій, протоколи засідань).
Багато проявів політичної мови існує у мові засобів масової інформації. До них належать, зокрема, мова передач на політичні теми, блоків політичних новин на радіо і телебаченні, рубрик, які відводяться політичним подіям у пресі, статей на політичні теми, заяв політичних коментаторів та оглядачів, матеріалів спеціалізованих видань стосовно різних аспектів політики тощо. Окремим видом можна вважати мову виборів, у якій перетинаються й іноді набувають своєрідного значення згадані вище різновиди політичної мови. Мова, якою політики спілкуються з виборцями, має свої особливості. Вона є складовою частиною політичної культури суспільства.
Науковцями, при дослідженні питань функціонування політичної мови, також вживається для позначення цього феномена термін «політичний дискурс».

## Функції
Політична мова виконує в першу чергу комунікативну функцію. Разом з тим вона здійснює також й інтерпретаційно-оціночну функцію, що дає можливість використовувати її як важливий інструмент маніпулятивного впливу на громадськість.

## Маніпулятивний потенціал
Маніпулятивний потенціал політичної мови найкращим чином проявляється у політичних міфах та стереотипах, політичній рекламі та пропаганді, у функціонуванні ЗМІ та в публічному мовленні політичних діячів. Значні можливості мови як засобу маніпулятивного впливу на суспільну свідомість знаходять своє втілення у різноманітних політичних міфах та стереотипах. Маніпулятивний потенціал політичної мови проявляється також у політичній пропаганді та рекламі. Для цих видів політичної комунікації характерним є активне використання прагматичних можливостей мови. У пропагандистських і рекламних текстах застосовуються різноманітні мовні прийоми, засоби аргументації, які сприяють здійсненню маніпулятивного впливу на суспільну свідомість. У здійсненні мовного політичного маніпулювання значну роль відіграють засоби масової інформації.